# L'attesa (film 2015)
L'attesa è un film del 2015 diretto da Piero Messina.
Il film è l'opera prima del regista, con protagonista Juliette Binoche, ed è liberamente ispirato a La vita che ti diedi di Luigi Pirandello. È stato presentato in concorso alla 72ª Mostra internazionale d'arte cinematografica di Venezia.

## Trama
Tra i grandi saloni di un'antica villa della campagna siciliana segnata dal tempo, Anna, reduce dal lutto improvviso del figlio Giuseppe, trascorre le sue giornate in solitudine.
La campagna aspra e bellissima circonda la casa e la isola mentre la nebbia, che sale lenta lungo le falde dell'Etna, impedisce allo sguardo di spingersi lontano. Solo i passi di Pietro, il tuttofare, rompono il silenzio.
Ed ecco improvvisamente arrivare da Parigi Jeanne, una giovane ragazza che dice di essere la fidanzata di Giuseppe. Lui l'ha invitata in Sicilia per trascorrere insieme qualche giorno di vacanza. Anna ignorava l'esistenza di Jeanne. E Giuseppe non c'è più. Ma le sue cose sono tutte lì, nella sua stanza. 
Presto, molto presto sarà di ritorno, così dice Anna non riuscendo a rivelare una verità per lei impronunciabile. I giorni passano, le due donne lentamente imparano a conoscersi e insieme iniziano ad aspettare il giorno di Pasqua, quando, ha detto Anna a Jeanne, Giuseppe sarà finalmente a casa e in paese si terrà una grande processione tradizionale.

## Produzione

### Riprese
Il film è stato girato nel ragusano, nel calatino e alle pendici dell'Etna. Le riprese nella villa sono state effettuate a Villa Fegotto, a Chiaramonte Gulfi.

## Promozione
Il primo trailer del film è stato diffuso il 10 giugno 2015.

## Distribuzione
Dopo essere stato presentato in concorso il 5 settembre 2015 alla Mostra del cinema di Venezia, il film è uscito nelle sale cinematografiche il 17 settembre 2015, distribuito da Medusa Film.

## Riconoscimenti
- 2016 - David di Donatello
  - Candidatura a Miglior regista esordiente a Piero Messina
  - Candidatura a Migliore attrice protagonista a Juliette Binoche
- 2016 - Nastro d'argento
  - Candidatura a Miglior regista esordiente a Piero Messina
  - Candidatura a Migliore scenografia a Marco Dentici
  - Candidatura a Migliore sonoro in presa diretta a Alessandro Rolla
- 2016 - Globo d'oro
  - Miglior opera prima a Piero Messina
  - Candidatura a Miglior musica ad Piero Messina, Marco Mangani e Alma Napolitano
- 2015 - Mostra internazionale d'arte cinematografica
  - Candidatura al Leone d'oro a Piero Messina
  - Leoncino d'Oro Agiscuola per il Cinema
  - Premio SIGNIS: Menzione speciale
  - Premio FEDIC: Menzione speciale